# Sony Alpha 1
Die Sony α1 (Modellname: ILCE-1 Interchangeable Lens Camera with E-mount) ist eine spiegellose Systemkamera des Herstellers Sony. Sie wurde im 27. Januar 2021 angekündigt. Die Kamera ist das Spitzenmodell der Alpha-Serie und wurde bei Markteinführung im deutschsprachigen Raum für rund 7299 € verkauft.
Im November 2024 wurde das Nachfolgemodell α1 II vorgestellt.

## Kamera
Die Kamera verfügt über einen BSI-CMOS-Sensor. Sie kann 30 Bilder pro Sekunde aufnehmen. Sie besitzt einen 9,44-Megapixel-Sucher, der mit bis zu 240 fps arbeitet.
Die Sony α1 weist folgende Merkmale auf:
- 50,5 MP-Vollformat-Sensor
- 30 Bilder pro Sekunde[7]
- Phasendetektion Autofokus mit 759 Punkten[8]
- 8K-Videoaufnahme bei max. 30 fps

### Pixel-Shift-Modus
Wie die α7R IV kann auch die α1 vier und 16 Einzelbilder im Pixel-Shift-Modus aufnehmen.

### Videoaufnahme
Die Kamera zeichnet 8K-Filmaufnahmen mit 24, 25 oder 30 Bildern pro Sekunde (Farbunterabtastung 4:2:0, 10 Bit Farbtiefe) auf.